# Шамба, Филипп
Фили́пп Шамба́ (фр. Phillipe Chambat) — французский кёрлингист.
В составе мужской сборной Франции участник чемпионата мира 1967 (заняли шестое место).
Играл на позиции второго.

## Команды
| Сезон   | Четвёртый          | Третий        | Второй       | Первый    | Турниры           |
| ------- | ------------------ | ------------- | ------------ | --------- | ----------------- |
| 1966—67 | Жан Альбер Сюльпис | Морис Сюльпис | Филипп Шамба | Пьер Боан | ЧМ 1967 (6 место) |

(скипы выделены полужирным шрифтом)